# Курт Злефогт
Курт Злефогт (нім. Kurt Slevogt; 21 березня 1892, Мюнхен — 23 липня 1957, Гамбург) — німецький військовий діяч, віцеадмірал крігсмаріне.

## Біографія
1 квітня 1910 року вступив на флот. Пройшов підготовку на важкому крейсері «Ганза» і у військово-морському училищі в Мюрвіку. Учасник Першої світової війни, служив на легких крейсерах. 1 березня 1917 року переведений в підводний флот. З 1 січня 1918 року — командир підводного човна U-107, з 31 липня — U-71, з 15 жовтня — U-79. Всього за час бойових дій потопив 2 кораблі загальною водотоннажністю 2 861 брт.
| Дата           | Назва корабля | Тип        | Тоннаж, брт | Країна             |
| -------------- | ------------- | ---------- | ----------- | ------------------ |
| 14 квітня 1918 | Marstonmoor   | Пароплав   | 2 744       | Британська імперія |
| 29 червня 1918 | Castor I      | Вітрильник | 117         | Норвегія           |

Після закінчення війни залишений на флоті. З 19 травня 1920 року — директор, з 6 жовтня 1920 по 4 жовтня 1923 року — інструктор військово-морського радіо-училища в Свінемюнде. З 27 вересня 1926 року — вахтовий офіцер на лінійному кораблі «Гессен». 28 вересня 1928 року переведений в Морське керівництво начальником відділу Управління навчальних закладів. З 26 вересня 1931 року — навігаційний, з 27 березня 1933 року — 1-й офіцер лінійного корабля «Сілезія». З 1 жовтня 1933 року — начальник школи підводного флоту.
З 18 вересня 1937 року — начальник штабу 2-го адмірала військово-морської станції «Остзе» (з 1 січня 1938 року — 2-го адмірала на Балтиці). 4 грудня 1939 року призначений 2-м адміралом на Балтиці. 31 березня 1943 року замінений контрадміралом Зігфрідом Зорге. 10 травня 1943 року призначений суддею Призового суду в Гамбурзі. 31 травня 1945 року заарештований владою союзників. 8 січня 1946 року звільнений.

## Звання
- Кадет (1 квітня 1910)
- Фенріх-цур-зее (15 квітня 1911)
- Лейтенант-цур-зее (29 вересня 1913)
- Оберлейтенант-цур-зее (22 березня 1916)
- Капітан-лейтенант (1 січня 1921)
- Корветтен-капітан (1 квітня 1929)
- Фрегаттен-капітан (1 жовтня 1934)
- Капітан-цур-зее (1 жовтня 1936)
- Контрадмірал (1 липня 1940)
- Віцеадмірал (1 вересня 1942)

## Нагороди
- Медаль принца-регента Луїтпольда в бронзі (12 квітня 1913)
- Залізний хрест
  - 2-го класу (23 січня 1916)
  - 1-го класу (27 вересня 1919)
- Орден «За заслуги» (Баварія) 4-го класу з мечами
- Нагрудний знак підводника (1918) (вересень 1918)
- Сілезький Орел
  - 2-го ступеня (1 грудня 1919)
  - 1-го ступеня (1 березня 1920)
- Хрест Левенфельда (30 травня 1920)
- Почесний хрест ветерана війни з мечами
- Медаль «За вислугу років у Вермахті» 4-го, 3-го, 2-го і 1-го класу (25 років; 2 жовтня 1936) — отримав 4 нагороди одночасно
- Хрест Воєнних заслуг
  - 2-го класу з мечами (22 листопада 1940)
  - 1-го класу з мечами (30 січня 1942)